# 2006年大西洋颶風季
2006年大西洋飓风季于2006年6月1日正式开始，同年11月30日结束，传统上这样的日期界定了一年中绝大多数热带气旋在大西洋盆地形成的时间段。本季的活跃程度与前一年相比远远不及，是继2001年以来第一个没有任何飓风在美国登陆的大西洋飓风季，也是继1994年大西洋飓风季以来首次在整个十月份都没有热带气旋形成。起初气象学家预计在极其活跃的2005年大西洋飓风季后，2006年的活跃程度应该只会略低。然而，2006年迅速形成的厄尔尼诺现象、大西洋热带海域上空的撒哈拉空气层，以及以百慕大为中心的亚速尔高压这一强大二级高气压的持续存在，都令2006年大西洋飓风季的活动程度大幅降低。从10月2日以后一直到飓风季结束都完全没有热带气旋形成。
热带风暴阿尔贝托登陆佛罗里达州，间接造成两人死亡；飓风埃内斯托在海地产生暴雨，直接导致该国和美国至少7人遇难。埃内斯托之后一共还形成了4场飓风，其中包括全季最强的海伦和戈登。整个飓风季一共造成14人丧生，经济损失约5亿美元（2006年美元，相当于2024年的7.8億美元）。此外，2005年12月底形成的热带风暴泽塔一直持续到了2006年1月初，成为有纪录以来第二个跨日历年的大西洋风暴。虽然其存在时间不在任何一年飓风季的正式时间段里，但仍然可以视为2005和2006年大西洋飓风季的一部分。

## 季节预报
每年飓风季开始前，包括科罗拉多州立大学威廉·M·格雷博士、菲利普·克罗兹巴赫（Philip J. Klotzbach）及其同僚在内的一些飓风专家会发布飓风活动预测，其预测和美国国家海洋和大气管理局相互独立。克罗兹巴赫的团队认定，1950到2000年间的每年大西洋飓风季平均会形成9.6场热带风暴，5.9场飓风和2.3场大型飓风。而美国国家海洋和大气管理局则认为一个平均水平的大西洋飓风季会形成6至14场获得命名的风暴，其中4到8场会成为飓风，1至3场会达到大型飓风强度。

### 季前预报
2005年12月5日，克罗兹巴赫的团队针对2006年大西洋飓风季发布第一份扩展范围预报，估计飓风季的活跃程度会高于平均水平，形成17场命名风暴，9场飓风，至少5场大型飓风。
像前一年飓风季一样，克罗兹巴赫等人预测很可能会有至少一场大型飓风直接袭击美国，其中美国本土受至少一场大型飓风吹袭的几率有81%，包括佛罗里达半岛在内的美国东岸受至少一场大型飓风袭击的可能性也有64%，从佛罗里达州西北狭长地带向西的美国墨西哥湾沿岸地区有47%的可能会受至少一场大型飓风吹袭。此外，预报中还估计加勒比地区发展出大型飓风的可能性高于平均水平。几个月后的2006年4月4日，科罗拉多州立大学发布了另一份预报，其中确认了之前在12月发布的预测。
2006年5月22日，美国国家海洋和大气管理局发布了2006年大西洋飓风季的季前预报，估计一共会形成13到16场命名风暴，其中8至10场会成为飓风，4到6场达到大型飓风强度。
2006年5月31日，克罗兹巴赫的团队发布了2006年的最后一份季前预报，再次确认了之前的预测。

### 季中展望
2006年8月3日，克罗兹巴赫的团队降低了预测数值，估计会形成15场命名风暴，7场成为飓风，3场达到大型飓风强度，报告中指出，外界环境已经不及这年早些时候那样有利于热带气旋发展。根据报告，热带大西洋的海平面气压和信风强度都高于正常水平，海面温度也呈现出异常的下降趋势。
2006年8月8日，美国国家海洋和大气管理局也修订了季节预报，估计一共会形成12至15场获得命名的风暴，其中7到9场成为飓风，3到4场达到大型飓风强度。这一修订同样是因为热带大西洋的发展环境不利、厄尔尼诺-南方涛动现象的增强，以及“美国东部和大西洋西部上空”都缺少“非常持久的上层脊格局”。
9月1日，克罗兹巴赫的团队再次调低预测数值，命名风暴数减少到13场，其中5场成为飓风，两场达到大型飓风标准，这一更改的主要原因是大量的撒哈拉空气层和太平洋中部与东部的厄尔尼诺-南方涛动现象趋势。一个月后的10月3日，克罗兹巴赫等人又一次把命名风暴数调低至11场，飓风数6场，大型飓风数2场，主要原因是持续的厄尔尼诺-南方涛动现象。

## 季节总结

本季最强烈的两场飓风，上方为飓风戈登，右下方为飓风海伦。

热带风暴泽塔于2005年12月30日形成，一直持续到2006年1月6日。虽然其存在的大部分时间都是2006年，但仍需按形成年份归入2005年大西洋飓风季。截至2013年，泽塔仍是继1954年的1954年12月飓风爱丽丝以来仅有的一场跨日历年的北大西洋热带气旋。
本季于2006年6月1日正式开始，同年11月30日结束，传统上这样的日期界定了一年中绝大多数热带气旋在大西洋盆地形成的时间段。飓风季开始10天后，热带风暴阿尔贝托在加勒比海发展形成，经过约4个月后，飓风艾萨克于10月3日在纽芬兰岛以南消散。与毁灭性的2005年大西洋飓风季相比，本季无论是在死亡人数还是破坏程度上都远远不及。登陆美国的一共只有三场热带风暴，其中首场是热带风暴阿尔贝托，以风速每小时80公里强度登陆佛罗里达州，造成洪灾和轻度破坏。热带风暴贝里尔虽有登陆南塔克特，但构成的影响很小。第三场风暴是2006年飓风埃内斯托，但登陆时只有热带风暴强度，导致弗吉尼亚州和佛罗里达州各有两人丧生，但造成了价值5亿美元（2006年美元）的破坏。整个大西洋飓风季里只有阿尔贝托这一场热带气旋对墨西哥构成了影响。加拿大在2006年里受到了多场热带气旋影响，其中包括阿尔贝托、无名风暴、贝里尔、佛罗伦萨和艾萨克。
6月20日，巴哈马以东海域形成了一片上层扰动并向西穿越该群岛。6月24至26日间，系统中偶尔会有对流区发展出来，并形成了下层扰动。系统转向北上，于6月27日接触到墨西哥湾暖流而得以发展为成熟的热带气旋。风暴在北卡罗莱纳州加特利县莫尔黑德城（Morehead City）附近登陆并向西北方向沿美国东岸行进，在中大西洋各州引发了严重且致命的洪灾，但美国国家飓风中心在实际操作中并没有将其归类，只有侦察机、气象雷达和地面观测结果表明风暴有可能达到了热带气旋标准。

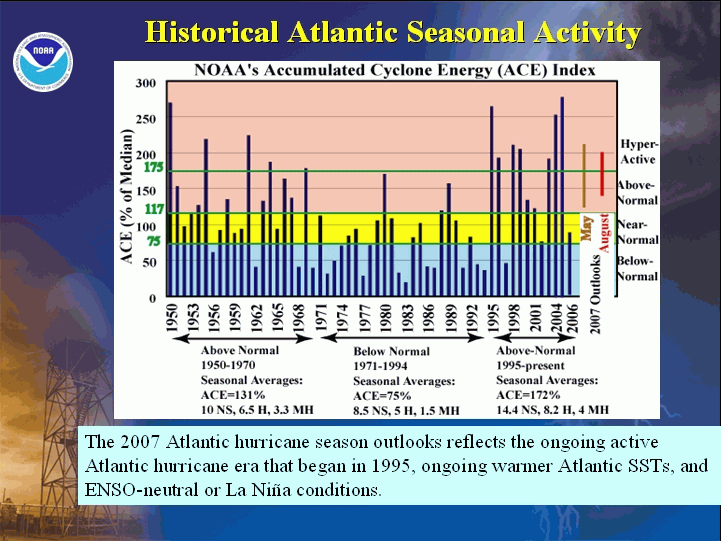
大西洋飓风季平均值和统计数据图表

美国国家飓风中心在季前活跃度展望中预测全季会形成13到16场获得命名的风暴，8至10场飓风和4到6场大型飓风，还预计会有至少一场大型飓风袭击美国东南部。但实际情况却要远远低于这一预测，一共只形成了10场风暴，是继仅形成7场热带气旋的1997年以来最少的一年。全部10场风暴中有5场达到飓风强度，两场成为大型飓风，这两个数字都是继1997年以来的最低值，其中大型飓风数与2002年大西洋飓风季持平。整个10月里一共只观测到一场获得命名的风暴，是继在这个月没有风暴形成的1994年大西洋飓风季以来最少的一年。此外，一共只有3场获命名的风暴登陆美国，这也是继2001年以来最少的。这样的情况出现有着多种客观原因共同作用，其中包括迅速形成的厄尔尼诺-南方涛动现象、大西洋热带海域上空的撒哈拉空气层，以及以百慕大为中心的亚速尔高压这一强大二级高气压的持续存在。此外，大西洋西部的海面温度与平均水平相比基本持平甚至略低，相比之下，2005年大西洋飓风季期间同一区域的海面温度则远远高于平均值。
本季的活跃程度也通过相对较低的累积气旋能量指数反映出来，只有79。大致来说，气旋能量指数通过对飓风的强度和持续时间来计算，强度越高，持续时间越长的风暴，其指数也相应越高。只有在热带系统风速达到或超过每小时63公里（34节）或热带风暴强度时才会对这一指数进行计算，并纳入全面的气象公告中。此外，亚热带气旋的这一数据不会计入累计数。

## 风暴

### 热带风暴阿尔贝托
6月10日，伯利兹近海上空一片与大规模低气压区关联的扰动天气区在加勒比海的温暖海水上空发展成本季首场热带低气压。风暴给墨西哥带去小雨，其中尤卡坦州的佩托（Peto）在24小时内降雨量达到全国最高的100毫米。西南风向的垂直风切变起初令气旋无法得到大幅增强，但低气压还是在逼近佛罗里达州后于6月11日达到热带风暴强度并获命名为“阿尔贝托”（Alberto）。接下来最深层对流下方的环流突然出现重组，风暴这时正好经过温暖的佛罗里达洋流，阿尔贝托因此迅速发展，达到最大持续风速每小时115公里的最高强度，略低于飓风标准。其后气旋因进入水温较低的大陆架水域而减弱，于6月14日以风力时速72公里强度在佛罗里达州泰勒县登陆。阿尔贝托向东北方向前进并逐渐失去热带天气系统特征，给南、北卡罗莱纳州带去暴雨。其残留从东海岸进入大西洋并转变成一场强烈的温带风暴，给新斯科舍带去狂风暴雨和大浪，导致海上有4名渔夫失踪。
阿尔贝托在北卡罗莱纳州产生了创纪录的降雨量，其中最高的达到约182毫米。佛罗里达州有两人丧生，损失总额估计为25万美元（2006年美元，相当于2024年的39萬美元）。风暴之后还导致4名水手在新斯科舍以南约370公里洋面失踪。

### 无名热带风暴
7月13日，一股冷锋离开美国东部，随后在大西洋西部上空基本停止移动。冷锋衰减并消散后留下了两片低气压区，其中偏南的一片靠近北卡罗莱纳州的低气压区发展成了热带风暴贝里尔，偏北的一片系统则于7月16日在鳕鱼角东南偏南海域转变成温带低气压。低气压向东北进入温暖水域上空，于当天晚些时候从逐渐消散的锋中分离。中心附近有对流发展出来，气旋于7月17日在南塔克特东南方向约390公里洋面转变成热带低气压。低气压加速朝东北前进，于6小时后达到热带风暴标准。风暴中出现显著的带状特征，经过继续强化，气旋于7月17日晚在新斯科舍哈利法克斯以南约395公里海域达到最大持续风速每小时85公里的最高强度。此后不久，风暴离开墨西哥湾暖流并接触到水温大幅降低的水域，其对流迅速减少，风暴也快速减弱，于7月18日退化成一片不含对流的残留低气压。系统残留穿过了纽芬兰岛，之后转向东北偏东，于7月19日消散。风暴在穿越纽芬兰前已大幅弱化，因此构成的影响很小。
美国国家飓风中心在实际操作中将此风暴归类为不符合热带天气系统特征的烈风，与之前的冷锋相连。但飓风季过后的分析中发现了足够的证据表明系统在达到最高强度时其中没有冷空气入侵，也没有锋面系统特征。经过观察和分析，气象学家认为风暴拥有对称的暖芯，只是当时仍被归类为亚热带气旋。2006年12月15日，美国国家飓风中心正式把这一天气系统重新归类为无名热带风暴。

### 热带风暴贝里尔
之前发展出无名热带风暴的锋面系统在北卡罗莱纳州以东洋面催生出另一片低气压区。7月18日，系统发展成热带低气压，由于带有深层对流，风暴于7月19日达到足够强度而升级成热带风暴贝里尔。气旋向东北方向穿越南塔克特，于7月21日在新斯科舍西南方向消散。南塔克特在贝里尔逼近期间海浪达到3米高，导致4人受离岸流所困，幸得救生员所救。风暴残留给加拿大大西洋省份带去中等程度降水，最多的地方有88毫米，局部地区在一小时内降雨量就达到25毫米。贝里尔沿途出现中等强度风力，其中在新斯科舍南部达到最高的每小时96公里。

### 热带风暴克里斯
7月下旬，一股东风波离开非洲海岸并穿越大西洋。其关联的对流逐渐组织起来，于7月31日在安地卡岛以东约260公里海域成为热带低气压。低气压向西移动并很快强化成热带风暴克里斯，随后在美属维尔京群岛东北方向达到风力时速100公里的最高强度。气象部门预测风暴会继续增强，并在进入巴哈马期间达到飓风强度，但克里斯实际上由于风切变的影响而开始变得混乱。8月4日，气旋降级成热带低气压，于8月5日朝古巴海岸逼近期间消散。
风暴产生的影响仅限于给伊斯帕尼奥拉岛和古巴带去中等强度降水。皇家加勒比国际游轮等邮轮公司变更了船只航线以避开风暴。波多黎各因降雨引起河流溢出，导致该岛东北部的一条高速公路临时封闭。伊斯帕尼奥拉岛、特克斯和凯科斯群岛、巴哈马和古巴东部部分地区降雨量达到50毫米，部分山区更达100毫米。

### 热带风暴黛比
8月20日，一股东北波离开非洲海岸进入大西洋，并马上发展出对流带和大规模环流。协调世界时8月21日下午18点，佛得角东南偏南方向形成了一股热带低气压，其规模巨大，组织结构井然有序，向西北偏西方向前进并于8月23日升级成热带风暴黛比。

8月23日晚，风暴达到最大持续风速每小时80公里的最高强度，并在此强度保持了约两天时间，接下来则由于接触的空气更加干燥和稳定而失去结构。一片上层低压槽令南向风切变增加，导致对流从中心分离。气旋开始减弱，于8月26日降级成热带低气压，之后退化成残留低气压，系统环流之后还持续了两天时间。

### 飓风埃内斯托
飓风埃内斯托源于8月18日离开非洲海岸的一股东北波。系统逐渐西进到达大西洋西部，于8月24日在向风群岛附近催生出一股热带低气压。低气压向西北偏西方向经过加勒比海，于8月25日强化成热带风暴埃内斯托。风暴于8月27日在海地西南方向短暂达到飓风强度，但很快就因与陆地的相互作用减弱。8月28日清晨，埃内斯托以热带风暴强度从古巴关塔那摩湾附近登陆。气象部门曾预测气旋会在墨西哥湾成为大型飓风，对美国墨西哥湾沿岸部分地区构成威胁。但是，埃内斯托行经海域远比预计更加偏东，于8月29日在佛罗里达州最南端以热带风暴强度登陆。风暴经过佛罗里达州，从卡纳维拉尔角进入大西洋，这一期间一直保持着热带风暴强度，再于8月31日以略低于飓风标准强度登陆北卡罗莱纳州。9月1日，埃内斯托在弗吉尼亚州上空转变成温带气旋，最终于9月4日在魁北克上空消散。
风暴存在早期产生的降雨夺走了海地5人的生命。之后佛罗里达州又有两人因路面湿滑引发的交通事故丧生。弗吉尼亚州所受破坏最为严重，暴雨引发了严重洪灾。整个美国共因这场风暴遭受了约5亿美元的损失（2006年美元）。

### 飓风佛罗伦萨
9月3日两股东风波出现合并，形成一片大规模低气压区，飓风佛罗伦萨就源于这片低气压区。这股扰动向西移动，在大西洋开放水域上空发展成热带低气压。9月5日，系统组织性进一步改善并升级成热带风暴佛罗伦萨。由于结构混乱，并且拥有多个环流中心，气旋在接下来数天里都只属于一场强度较弱的热带风暴，即便是在外部环境已经变得有利于热带气旋发展后也没有明显改观。佛罗伦萨向西北偏西方向移动，于9月10日在百慕大以南洋面达到飓风标准，以萨菲尔-辛普森飓风等级下的一级飓风强度从百慕大以东近海掠过，并在这一过程中达到风力时速145公里的最高强度。飓风转向北上，经过加拿大海洋省份上空后失去热带天气系统特征转变成一场强烈的温带风暴。
百慕大、背风群岛、维尔京群岛和伊斯帕尼奥拉岛经报道出现大量涌浪、离岸流和暗潮。佛罗伦萨给百慕大带去时速达185公里的强烈阵风，加上暴雨的共同影响，当地有2.3万套房屋失去供电。整场风暴一共造成了20万美元的损失（2006年美元，相当于2024年的31.2萬美元）。接下来佛罗伦萨转变成温带气旋，给整个纽芬兰岛带去暴雨，摧毁了一套房屋，另有多套受轻度损伤。幸运是整场飓风没有造成人员丧生。

### 飓风戈登
9月1日，一股东风波离开非洲海岸，并在接下来几天时间里穿越大西洋，到达一片风切变很少的海域，其关联的低气压区于是得以组织成热带低气压。低气压向东北偏东方向移动，于9月11日在大西洋开放水域上空升级成热带风暴并获名“戈登”（Gordon）。风暴转向北上，于9月13日达到飓风强度。9月14日，戈登成为2006年大西洋飓风季首场大型飓风，并达到最大持续风速每小时195公里的最高强度。飓风继续北上并开始失去热带天气系统特征。9月20日，系统已成为温带气旋，给英国带去狂风暴雨，该国遭遇风速达每小时130公里，在此期间有约12万户居民家中停电。

### 飓风海伦
9月11日，一股强劲的东风波离开非洲西海岸并开始迅速发展，在佛得角东南偏南海域催生出一股热带低气压。9月14日，低气压在向西北偏西方向移动的过程中增强成热带风暴海伦。气旋继续强化，于9月16日升级成飓风。海伦开始北上，于9月18日成为本季第二场、也是最后一场大型飓风，并很快达到风力时速195公里的最高强度。接下来气旋由于到达北大西洋的寒冷水域而开始弱化，于9月20日消散，其间除了给不列颠群岛带去中等强度阵风外没有对陆地构成较大影响。

### 飓风艾萨克
飓风艾萨克源于9月18日离开非洲海岸的一股东风波。东风波向西移动，在这一过程中产生一股热带低气压，这股低气压又于9月28日增强成热带风暴并获名“艾萨克”（Issac）。风暴向西北偏北方向移动，于9月30日达到飓风标准。艾萨克转向北上并达到风力时速135公里的最高强度，接下来气旋开始减弱并掠过新斯科舍，给纽芬兰岛带去中等强度风力，当地记录下的最高风速为每小时96公里，持续风速则为每小时74公里。

## 风暴名称
右侧的列表中显示了2006年用来给北大西洋热带气旋命名的名称。这份名单与1996年大西洋飓风季基本相同，只有“柯克”（Kirk）例外，用来取代基斯。本季没有任何一个名称退役，所以都将在2012年大西洋飓风季再度使用，这也是继1997年以来第一个没有名称退役的大西洋飓风季。列表中没有命名的名称将以灰色显示。

## 季节影响
ACE的計算公式：{\displaystyle \sum _{}^{}{\frac {{v_{\mathrm {max} }}^{2}}{10^{4}}},}，單位為{\displaystyle 10^{4}kt^{2}}。
| 风暴名称 | 持续日期         | 风暴最高强度 | 最大持续风速 | 最低气压 （百帕） | ACE   | 登陆                         | 登陆     | 登陆      | 损失 （百万美元） | 死亡人数 |
| 风暴名称 | 持续日期         | 风暴最高强度 | 最大持续风速 | 最低气压 （百帕） | ACE   | 地点                         | 时间     | 风速      | 损失 （百万美元） | 死亡人数 |
| -------- | ---------------- | ------------ | ------------ | ----------------- | ----- | ---------------------------- | -------- | --------- | ----------------- | -------- |
| 阿尔贝托 | 6月10至14日      | 热带风暴     | 70（110）    | 995               | 2.6   | 佛罗里达州泰勒县亚当斯海滩   | 6月13日  | 40（75）  | 0.42              | 0（3）   |
| 无名     | 7月17至18日      | 热带风暴     | 50（85）     | 998               | 0.645 | 没有登陆                     | 没有登陆 | 没有登陆  | 0                 | 0        |
| 贝里尔   | 7月18至21日      | 热带风暴     | 60（95）     | 1000              | 2.1   | 麻萨诸塞州南塔克特           | 7月21日  | 45（85）  | 很小              | 0        |
| 克里斯   | 8月1至4日        | 热带风暴     | 65（100）    | 1001              | 2.35  | 没有登陆                     | 没有登陆 | 没有登陆  | 很小              | 0        |
| 黛比     | 8月21至26日      | 热带风暴     | 50（85）     | 999               | 2.1   | 没有登陆                     | 没有登陆 | 没有登陆  | 0                 | 0        |
| 埃内斯托 | 8月24至9月1日    | 一级飓风     | 75（120）    | 985               | 3.6   | 关塔那摩湾                   | 8月28日  | 50（85）  | 500               | 7（4）   |
| 埃内斯托 | 8月24至9月1日    | 一级飓风     | 75（120）    | 985               | 3.6   | 佛罗里达礁岛群农园礁岛       | 8月30日  | 50（85）  | 500               | 7（4）   |
| 埃内斯托 | 8月24至9月1日    | 一级飓风     | 75（120）    | 985               | 3.6   | 佛罗里达州迈阿密-戴德县      | 8月30日  | 50（85）  | 500               | 7（4）   |
| 埃内斯托 | 8月24至9月1日    | 一级飓风     | 75（120）    | 985               | 3.6   | 北卡罗莱纳州不伦瑞克县奥克岛 | 8月31日  | 70（110） | 500               | 7（4）   |
| 佛罗伦萨 | 9月3至12日       | 一级飓风     | 90（150）    | 974               | 12.2  | 没有登陆                     | 没有登陆 | 没有登陆  | 0.2               | 0        |
| 戈登     | 9月11至20日      | 三级飓风     | 120（195）   | 955               | 21.4  | 亚速尔群岛圣米格尔岛         | 9月20日  | 80（130） | 很小              | 0        |
| 海伦     | 9月12至24日      | 三级飓风     | 120（195）   | 955               | 27.9  | 没有登陆                     | 没有登陆 | 没有登陆  | 0                 | 0        |
| 艾萨克   | 9月27日至10月2日 | 一级飓风     | 85（140）    | 985               | 6.7   | 没有登陆                     | 没有登陆 | 没有登陆  | 很小              | 0        |
| 季节总结 |                  |              |              |                   |       |                              |          |           |                   |          |
| 10场气旋 | 6月10日至10月2日 |              | 120          | 955               | 81.7  | 7次登陆                      | 7次登陆  | 7次登陆   | 500               | 7（7）   |

## 解释说明
1. ↑  大型飓风是指最大持续风速可以在萨菲尔-辛普森飓风等级中达到三级或以上的风暴[4]。
2. ↑  东风波指的是沿信风移动的低压槽[34]。